# Куате-Локс
Куа́те-Локс (окс. Quate Lòcs) — сучасний терсун, адміністративна одиниця другого рівня у районі (кумарці) Баль-д'Аран у Каталонії.
Терсун Куате-Локс, як і інші терсуни, був відновлений у кумарці Баль-д'Аран 13 липня 1990 р. відповідно до закону 16/1990 Жанаралітату Каталонії.
Терсун Куате-Локс включає муніципалітети Бусос, Лес, Канежан, Баузен. Від цього терсуну до Генеральної ради Арану обирається 3 радники.